# RBC (voetbalclub)
RBC is een Nederlandse amateurvoetbalclub en voormalige profvoetbalclub. De club ontstond in 1912 onder de naam Excelsior en had tussen 2000 en 2011 de naam RBC Roosendaal. RBC werd op 8 juni 2011 failliet verklaard. Ook een directe doorstart als amateurclub bleek financieel niet haalbaar. Anno 2025 komt RBC uit in de Derde divisie.
De club maakte op 2 december 2011 alsnog een doorstart en stroomde in het seizoen 2012/13 in de Vijfde klasse van het amateurvoetbal.
RBC speelt in een tenue met oranje shirt, witte broek en blauwe sokken. Thuiswedstrijden werden tot oktober 2000 afgewerkt op Sportpark De Luiten in de Roosendaalse volkswijk Kalsdonk. Daarna ging de club in het nieuwe stadion op industrieterrein de Borchwerf in Roosendaal spelen. Vanaf oktober 2021 heet de thuisbasis: het Atik Stadion.

## Geschiedenis

### Het begin met als naam Excelsior
Op 31 juli 1912 richtten Anton Poldermans en Frans Mathijssen uit de wijk Kalsdonk een voetbalclub op: Excelsior. De clubkleuren waren blauw-zwart. In 1916 speelde men in de katholieke voetbalbond en er volgden drie kampioenschappen, daarna werd de overstap gemaakt naar de Brabantsche Voetbalbond. Omdat er al een andere club Excelsior heette werd de naam in 1919 als ode aan het koningshuis gewijzigd in Oranje Wit en werden uiteraard de clubkleuren aangepast. Oranje Wit werd meteen kampioen. In 1920 volgde promotie naar de NVB en weer werd de naam veranderd omdat er in Tilburg ook al een club was met dezelfde naam. Het werd Roosendaal. Men werd direct kampioen in de Derde Klasse en er volgde promotie naar de Tweede Klasse. In 1924 en 1926 werden kampioenschappen behaald in de Tweede Klasse, maar werden de promotiewedstrijden verloren. Om jongere spelers aan te trekken werd op 16 juli 1927 gefuseerd met een andere (minder succesvolle) club uit dezelfde wijk: Roosendaalsche Boys en ontstond de huidige naam R.B.C: Roosendaal Boys Combinatie (en dus niet Roosendaalse, zoals wel eens foutief wordt vermeld). De clubkleuren bleven oranje wit en als oprichtingsdatum bleef R.B.C. 31 juli 1912 voeren. Tot aan de Tweede Wereldoorlog speelde R.B.C. in de Tweede Klasse en eindigde het meestal in de middenmoot. In 1941 werd R.B.C. weer kampioen in de Tweede Klasse, maar volgde opnieuw geen promotie. In 1945 werd R.B.C door de KNVB vanwege de goede prestaties in de jaren daarvoor ingedeeld in de Eerste Klasse, maar degradeerde direct. In 1949 volgde eindelijk de zo vurig gewenste terugkeer naar het hoogste niveau. Tot aan de invoering van het betaald voetbal zou de club in de Eerste Klasse spelen.
In 1954 trad R.B.C. toe tot het betaald voetbal. Daarin vertoefde de club in de Eerste en Tweede divisie (in het seizoen 1956/57 werd de ploeg kampioen van de Tweede Divisie B), tot in 1971 bij een algehele sanering van het profvoetbal terugzetting naar de amateurs volgde. Bij de amateurs werd de club vervolgens in 1973 landskampioen van de zondagamateurs, gevolgd door nog twee afdelingstitels.

### Terug in betaald voetbal
Met ingang van het seizoen 1983/84 keerde RBC weer terug in het betaald voetbal en werd de naam voortaan geschreven zonder puntjes. In de eerste wedstrijd in de Eerste divisie op 21 augustus 1983 werd streekgenoot NAC met 3-0 verslagen. In 1986 werd zelfs de finale van de KNVB beker gehaald, waarin verloren werd van Ajax. In 2000 wist de club zich, onder trainer Robert Maaskant te plaatsen voor de nacompetitie. Daarin werd, sensationeel, promotie naar de Eredivisie afgedwongen. Een jaar later degradeerde RBC weer rechtstreeks. Ondertussen was op 1 januari 2000 de naam veranderd naar RBC Roosendaal. In 2002 promoveerde de club opnieuw via de nacompetitie, dit maal voor langere duur.
De eerste helft van het seizoen 2005/06 verliep voor RBC dramatisch: de ploeg stond bij de winterstop met vier punten en nog geen enkele overwinning stijf onderaan. Reden voor trainer Maaskant om de 37-jarige routinier Henk Vos aan te trekken, die voor Racing Mechelen in België speelde. Vos was bereid voor een reiskostenvergoeding RBC te versterken als pinch-hitter en voor een "vechtmentaliteit" te zorgen. Het zou tot 24 februari duren tot RBC eindelijk weer eens zou winnen. Thuis werd N.E.C. met 2-0 verslagen. Ondanks deze overwinning bleek degradatie onafwendbaar.
In het seizoen 2006/07 speelde RBC Roosendaal dan ook in de Jupiler League (Eerste divisie) en gold het vooraf als serieuze titelkandidaat. Na een sterk begin aan de competitie stond RBC lange tijd bovenaan in de competitie. De voorsprong op concurrent De Graafschap liep op tot 9 punten na de twaalfde speelronde. Maar na de winterstop ging het een stuk minder met het team van Robert Maaskant. De belangrijke wedstrijd tegen De Graafschap kort na de winterstop werd verloren en veel meer puntverlies zou volgen. De Graafschap zou uiteindelijk vier wedstrijden voor het einde van de competitie kampioen worden met een voorsprong van veertien punten op RBC dat als derde eindigde. Wel had de ploeg zich verzekerd van een plek in de play-offs, na het winnen van de tweede periode. In de play-offs wordt de derde en laatste ronde gehaald waarin eredivisieclub Excelsior over twee wedstrijden de sterkste bleek.
Het seizoen 2006/07 was ook het laatste seizoen van trainer Robert Maaskant. Hij wordt na de teleurstellende resultaten na de winterstop verantwoordelijk gehouden en wordt ontslagen en opgevolgd door technisch manager Rob Meppelink die beide functies gaat combineren.
Het seizoen daarop begon RBC Roosendaal voortvarend en leek een goed seizoen in het verschiet te liggen. Maar nadat sterspeler Édouard Duplan op de laatste dag van de transfermarkt werd verkocht ging het al snel minder en belandde het zelfs voor een week op de twintigste plaats in de Jupiler League. Uiteindelijk klom RBC Roosendaal uit het dal en mengden ze zich in de strijd voor de play-offs. Uiteindelijk kwam de club tekort en eindigden ze op een teleurstellende elfde plaats op de ranglijst.
Het seizoen 2008/09 begon met een aantal nieuwe spelers. Zo kocht RBC een nieuwe spits: Sjoerd Ars en een nieuwe centraal verdediger: Nicky Hayen en keerden oude bekenden terug: Pius Ikedia en Pascal Heije. Met al deze versterkingen erbij begon de club goed aan de competitie door in de eerste drie duels zes punten te halen. Daarna ging het weer mis en uiteindelijk werd Rob Meppelink ontslagen. Dit kwam ook omdat hij zich kritisch had uitgelaten over de supporters en de club. Hij werd opgevolgd door Eric Hellemons maar die had nog geen diploma dus werd een maand later Rini Coolen aangesteld. Hij moest de club erbovenop helpen. Dat lukte aardig en hij draaide na de winterstop zelfs mee in de 5de periode waarin RBC net tekortkwam.

### Faillissement
In november 2009 maakte de club bekend, voor het einde van het jaar 300.000 à 500.000 euro nodig te hebben om het voortbestaan als betaaldvoetbalorganisatie te kunnen garanderen. Op financiële steun van de gemeente Roosendaal hoefde de club niet te rekenen. De club sloot een akkoord met personeel en schuldeisers en ging met een lagere begroting werken. Dit bleek na enige tijd niet voldoende; een beroep op de gemeente Roosendaal om een garantstelling van een miljoen euro werd niet gehonoreerd.
Op woensdag 1 juni 2011 werd het faillissement van de club aangevraagd. Op maandag 6 juni 2011 vraagt de club via advocaat Hans van Oijen surseance van betaling aan om als noodgreep te voorkomen dat de betaaldvoetballicentie wordt kwijtgeraakt. Op 8 juni werd, nadat een reddingspoging mislukt was, het faillissement uitgesproken.
Ook een doorstart als amateurclub bleek financieel niet haalbaar.

### Een nieuwe start
Op 21 september, zo'n drie maanden nadat het faillissement uitgesproken was, werd duidelijk dat RBC Roosendaal terug zou keren in de voetbalwereld. De grote initiator van deze doorstart was Noud Bominaar. Mede daardoor werd hij in 2021 tot erelid benoemd door de club. Men ging door onder de naam RBC waarbij dus het toevoegsel "Roosendaal" (vanwege de ontbrekende steun van de gemeente voorafgaand aan het faillissement) verviel. De club mocht vanaf het seizoen 2012/13 uitkomen in de Vijfde Klasse, het negende niveau in het Nederlandse voetbal. Hoofdklasse was niet mogelijk voor de voormalig eerstedivisionist, omdat er geen locatie voorhanden was en het stadion niet gebruikt kon worden. Een nieuwe (voorlopige) locatie werd gevonden bij voetbalvereniging Rimboe in Wouwse Plantage om de wedstrijden te spelen, terwijl de trainingen plaatsvonden op Sportpark de Dreef van FC Moerstraten. In het seizoen 2012/13 werd meteen het kampioenschap in de Vijfde klasse C Zuid I behaald en een seizoen later verhuisde de club weer terug naar het oorspronkelijke stadion. De bekerwedstrijd tegen het Zeeuwse Lewedorpse Boys was op 16 september 2014 de eerste wedstrijd in het stadion sinds het faillissement.
In 2017 werd RBC kampioen in de Vierde Klasse en volgde promotie naar de Derde Klasse. Vanaf 2020 speelde het standaardelftal van RBC in de Tweede klasse zondag. Op 16 april 2023 promoveerde de club via het kampioenschap naar de Eerste klasse. Op 7 april 2024 werd opnieuw het kampioenschap behaald met promotie naar de Vierde divisie. Op 7 juni 2025 werd via de nacompetitie gepromoveerd naar de Derde divisie.

## Erelijst
| Nationaal               |    |                                    |
| Tweede divisie          | 1× | 1956/57                            |
| Kampioen Zondagamateurs | 1× | 1972/73                            |
| Hoofdklasse             | 1× | 1974/75                            |
| Eerste klasse           | 4× | 1972/73, 1973/74, 1979/80, 2023/24 |
| Tweede klasse           | 2× | 1971/72, 2022/23                   |
| Vierde klasse           | 1× | 2016/17                            |
| Vijfde klasse           | 1× | 2012/13                            |

## Eerste elftal

### Selectie 2024/2025
| Nr.           | Naam                  | Sinds | Contract tot |
| ------------- | --------------------- | ----- | ------------ |
| Doelmannen    |                       |       |              |
| 1             | Angelo Mathilda       | 2024  | 30-06-2025   |
| 21            | Youri van Wingerden   | 2024  | 30-06-2025   |
| Verdedigers   |                       |       |              |
| 3             | Perry Bierkens        | 2021  | 30-06-2026   |
| 4             | Vincent van Hoof      | 2023  | 30-06-2025   |
| 5             | Jordi Ewanena         | 2022  | 30-06-2026   |
| 6             | Sander Wirix          | 2023  | 30-06-2026   |
| 22            | Glaucio Ventura Tiago | 2023  | 30-06-2026   |
| Middenvelders |                       |       |              |
| 7             | Rhomar Boudzra        | 2022  | 30-06-2026   |
| 8             | Marwin Reuvers        | 2021  | 30-06-2026   |
| 10            | Jens Wirix            | 2023  | 30-06-2026   |
| 15            | Aart Veldhof          | 2024  | 30-06-2026   |
| 16            | Gino Stolk            | 2024  | 30-06-2026   |
| 19            | Cas van den Broek     | 2024  | 30-06-2025   |
| 23            | Harald Baartmans      | 2024  | 30-06-2025   |
| 24            | Rayan Bouhrouch       | 2024  | 30-06-2025   |
| Aanvallers    |                       |       |              |
| 9             | Yassine Mejres        | 2024  | 30-06-2025   |
| 11            | Moustafa Mohammad     | 2023  | 30-06-2026   |
| 12            | Jelte Pal             | 2024* | 30-06-2025   |
| 14            | Tom de Bonte          | 2022  | 30-06-2025   |
| 17            | Angelmo Vyent         | 2024  | 30-06-2025   |
| 20            | Dennis Haazer         | 2024  | 30-06-2025   |

* per 1-1-2024
Laatste update: 29 december 2024

## Supporters
Ondanks het relatief kleine aantal supporters kende RBC toch een trouwe aanhang. Een groot deel van de supporters stond tijdens thuiswedstrijden van RBC Roosendaal op de Voltaside. Deze naam hebben ze te danken aan de Voltastraat gelegen in de wijk Kalsdonk waar het oude stadion De Luiten stond. Aan deze kant van de straat stonden de fanatiekelingen en deze werden in de volksmond beter bekend als de Voltaside. In het seizoen 2006-2007 is de Voltaside tot officieel sfeervak van RBC Roosendaal uitgeroepen.
Verder zijn er de Noordtribune (de hoofdtribune), de Westtribune en de Zuidtribune (gezinstribune).

## Records en statistieken
Grootste overwinning
- Rimboe–RBC 1–16 (17 augustus 2014)

Grootste nederlaag
- Alkmaar '54 – RBC 8–0 (23 februari 1958)
- MVV – RBC 8–0 (17 mei 1997)

Hoogste klassering
- 12de – eredivisie (2003/2004)

Meeste doelpunten voor
- 82 doelpunten – eerste divisie (2006/2007)

Minste doelpunten voor
- 20 doelpunten – eerste divisie (1968/1969)

Meeste doelpunten tegen
- 90 doelpunten – eredivisie (2000/2001 en 2005/2006)

Minste doelpunten tegen
- 23 doelpunten – vijfde klasse C (2012/2013)

Speler met meeste wedstrijden
- Eric Hellemons – 358 wedstrijden

Speler met meeste doelpunten
- Gerrie Voets – 76 doelpunten

## Overzichtslijsten

### Competitieresultaten 1911–heden
| 4 |

|  |

|  |

| 7 3A |

|  |

|  |

|  |

|  |

|  |

|  |

| 1 3A |

| 2 2A |

| 2 2A |

| 1 2A |

| 2 2A |

| 1 2A |

| 6 2A |

| 10 2A |

| 7 2A |

| 6 2A |

| 5 2A |

| 4 2A |

| 8 2A |

| 8 2A |

| 8 2A |

| 7 2A |

| 6 2A |

| 9 2A |

| 2 2A |

| 1 C |

| 1 2D |

| 2 2E |

| 2 2E |

| 2 2E |

| - 2E |

| 11 |

| 7 2A |

| 6 2A |

| 1 2B |

| 5 |

| 4 1D |

| 12 1C |

| 11 1D |

| 10 1D |

| 10 D |

| 8 A |

| 1 B |

| 13 A |

| 9 B |

| 16 B |

| 15 A |

| 4 B |

| 4 |

| 11 |

| 14 |

| 13 |

| 15 |

| 14 |

| 18 |

| 7 |

| 15 |

| 1 2B |

| 1 1E |

| 1 1E |

| 1 C |

| 4 C |

| 13 C |

| 2 1E |

| 7 1E |

| 1 1E |

| 2 C |

| 2 C |

| 4 C |

| 14 |

| 11 |

| 10 |

| 13 |

| 7 |

| 17 |

| 17 |

| 10 |

| 5 |

| 7 |

| 14 |

| 15 |

| 13 |

| 15 |

| 18 |

| 12 |

| 6 |

| 18 |

| 3 |

| 13 |

| 12 |

| 16 |

| 18 |

| 3 |

| 11 |

| 16 |

| 11 |

| 17 |

|  |

| 1 5C |

| 8 4D |

| 2 4B |

| 2 4B |

| 1 4B |

| 9 3A |

| 3 3A |

| X 3A |

| X 2E |

| 4 2E |

| 1 2C |

| 1 1E |

| 3 C |

- tot en met seizoen 1926/'27 als VV Roosendaal
- seizoen 1944/'45 in september 1944 stilgelegd vanwege de oorlogsomstandigheden
- seizoen 2000/'01 tot en met 2010/'11 als RBC Roosendaal
- seizoen 2011/'12 niet in competitie actief
- seizoen 2019/'20 in maart 2020 stilgelegd vanwege de uitbraak van het coronavirus. Er werd voor dit seizoen geen officiële eindstand vastgesteld.
- seizoen 2020/'21 in oktober 2021 stilgelegd vanwege de uitbraak van het coronavirus. Er werd voor dit seizoen geen officiële eindstand vastgesteld.

| Eredivisie    | Eerste divisie | Eerste klasse (profniveau) | Tweede divisie | Vierde divisie Hoofdklasse |                |
| Eerste klasse | Tweede klasse  | Derde klasse               | Vierde klasse  | Vijfde klasse              | Noodcompetitie |

In elke staaf van de grafiek staat van boven naar beneden vermeld: 
- Eindnotering

Dit is de positie die de club heeft bereikt in de competitie, zonder eventuele beslissings-, play-off- of nacompetitiewedstrijden die nodig zijn geweest om bijvoorbeeld de kampioen van de competitie te bepalen.
Indien een * achter het getal staat is de notering een tussenstand en kan het zijn dat de notering niet overeenkomt met de uiteindelijke eindstand van de competitie.
Staat er een - dan is het seizoen nog bezig en is er geen definitieve uitslag bekend.
Staat er xx op de positie van de notering, dan heeft de club vroegtijdig de competitie verlaten. Dit kan onder andere komen door terugtrekking van het team, faillissement van de club of door een uitgedeelde straf van de KNVB. In veel gevallen staat elders in het artikel de reden vermeld.
Staat er een ? dan is het resultaat uit het verleden onbekend, en is alleen de competitie of het niveau bekend van dat seizoen.
In de seizoenen 2019/20 en 2020/21 werd wegens de coronacrisis het amateurvoetbal afgebroken. Daardoor kennen deze staven geen eindklassering (middels -- weergegeven).
- Competitieniveau en afdelingsletter of Officiële eindstand Eredivisie
  - Competitieniveau en afdelingsletter

Hierbij geeft het getal het niveau weer, dat ook terug te vinden is in de legenda. De letter is de afdelingsaanduiding en wordt gebruikt wanneer er meer afdelingen zijn op hetzelfde niveau. De afdelingsletter is altijd een hoofdletter en wordt meestal zonder nummer gebruikt.
Voorbeeld: 2F is niveau 2e klasse competitie F.
Het competitieniveau en nummer wordt niet vermeld wanneer er slechts één competitie van dit niveau was.
  - Officiële eindstand Eredivisie (getal staat tussen haakjes vermeld)

Sinds de introductie van play-offwedstrijden voor Europees voetbal na afloop van de reguliere competitie in 2005/06, is de KNVB verplicht een eindstand van de Eredivisie door te geven aan de UEFA aan de hand van deze play-offwedstrijden.
Bij deze eindstand staan clubs die zich hebben gekwalificeerd voor Europees voetbal hoger dan clubs die zich niet wisten te kwalificeren. Indien er geen verschil was tussen de eindnotering en de officiële eindstand, staat dit getal niet vermeld.

- Onderafdeling

Hier staat afgekort de naam van de onderafdeling indien de club in dat jaar in een onderafdeling uitkwam. Tevens staat deze afkorting in de legenda en wordt gelinkt naar het artikel over deze onderafdeling. Deze afkorting wordt alleen vermeld wanneer de club in het verleden in verschillende onderafdelingen heeft gespeeld. Deze vermelding is in de staaf altijd in kleine letters. Deze onderafdelingen zijn na het seizoen 1995/96 afgeschaft. Heeft de club in slechts één onderafdeling gespeeld, dan is dit alleen terug te vinden in de legenda.
Onder de staaf staat het jaartal vermeld waarin het seizoen is afgesloten. 15 verwijst naar het seizoen 2014/15 of eventueel het seizoen 1914/15.
Wanneer een staaf leeg is, zijn deze gegevens niet bekend. Het kan ook zijn dat de club dat seizoen niet heeft meegespeeld op het hogere amateurniveau, vroegtijdig de competitie heeft verlaten of uit de competitie is gezet.

In het seizoen 1944/45 was er wegens de Tweede Wereldoorlog geen regulier competitievoetbal.

### Seizoensoverzichten
| Resultaten van RBC sinds de toetreding in het betaald voetbal in 1954 | Resultaten van RBC sinds de toetreding in het betaald voetbal in 1954 | Resultaten van RBC sinds de toetreding in het betaald voetbal in 1954 | Resultaten van RBC sinds de toetreding in het betaald voetbal in 1954 | Resultaten van RBC sinds de toetreding in het betaald voetbal in 1954 | Resultaten van RBC sinds de toetreding in het betaald voetbal in 1954 | Resultaten van RBC sinds de toetreding in het betaald voetbal in 1954 | Resultaten van RBC sinds de toetreding in het betaald voetbal in 1954 | Resultaten van RBC sinds de toetreding in het betaald voetbal in 1954 | Resultaten van RBC sinds de toetreding in het betaald voetbal in 1954 | Resultaten van RBC sinds de toetreding in het betaald voetbal in 1954 | Resultaten van RBC sinds de toetreding in het betaald voetbal in 1954 | Resultaten van RBC sinds de toetreding in het betaald voetbal in 1954 |
| Seizoen                                                               | Competitie                                                            | Competitie                                                            | Competitie                                                            | Competitie                                                            | Competitie                                                            | Competitie                                                            | Competitie                                                            | Competitie                                                            | Competitie                                                            | Kwalificatie                                                          | KNVB beker                                                            | Bijzonderheid |
| Seizoen                                                               | Divisie                                                               | GW                                                                    | W                                                                     | G                                                                     | V                                                                     | PNT                                                                   | DV                                                                    | DT                                                                    | POS                                                                   | Kwalificatie                                                          | KNVB beker                                                            | Bijzonderheid |
| --------------------------------------------------------------------- | --------------------------------------------------------------------- | --------------------------------------------------------------------- | --------------------------------------------------------------------- | --------------------------------------------------------------------- | --------------------------------------------------------------------- | --------------------------------------------------------------------- | --------------------------------------------------------------------- | --------------------------------------------------------------------- | --------------------------------------------------------------------- | --------------------------------------------------------------------- | --------------------------------------------------------------------- | --- |
| 1954/55                                                               | Eerste klasse C                                                       | 10                                                                    | 5                                                                     | 1                                                                     | 4                                                                     | 11                                                                    | 22                                                                    | 19                                                                    | 5e                                                                    | –                                                                     | Geen bekertoernooi                                                    | RBC treedt toe tot het betaald voetbal De competitie werd na de fusie van de KNVB en de NBVB niet afgemaakt. Alle teams werden opnieuw ingedeeld. Wedstrijd om de 9e plaats tegen D.F.C. (0–1) |
| 1954/55                                                               | Eerste klasse D                                                       | 26                                                                    | 9                                                                     | 7                                                                     | 10                                                                    | 25                                                                    | 43                                                                    | 50                                                                    | 10e                                                                   | Eerste klasse                                                         | Geen bekertoernooi                                                    | RBC treedt toe tot het betaald voetbal De competitie werd na de fusie van de KNVB en de NBVB niet afgemaakt. Alle teams werden opnieuw ingedeeld. Wedstrijd om de 9e plaats tegen D.F.C. (0–1) |
| 1955/56                                                               | Eerste klasse B                                                       | 26                                                                    | 10                                                                    | 6                                                                     | 10                                                                    | 26                                                                    | 56                                                                    | 42                                                                    | 8e                                                                    | Tweede divisie                                                        | Geen bekertoernooi                                                    | |
| 1956/57                                                               | Tweede divisie B                                                      | 28                                                                    | 18                                                                    | 7                                                                     | 3                                                                     | 43                                                                    | 66                                                                    | 26                                                                    | 1e                                                                    | Rechtstreekse promotie                                                | 4e ronde                                                              | – |
| 1957/58                                                               | Eerste divisie A                                                      | 30                                                                    | 6                                                                     | 7                                                                     | 17                                                                    | 19                                                                    | 40                                                                    | 66                                                                    | 13e                                                                   | –                                                                     | 3e ronde                                                              | – |
| 1958/59                                                               | Eerste divisie B                                                      | 28                                                                    | 10                                                                    | 5                                                                     | 13                                                                    | 25                                                                    | 46                                                                    | 52                                                                    | 9e                                                                    | –                                                                     | 2e ronde                                                              | – |
| 1959/60                                                               | Eerste divisie B                                                      | 32                                                                    | 9                                                                     | 4                                                                     | 19                                                                    | 22                                                                    | 43                                                                    | 67                                                                    | 16e                                                                   | –                                                                     | Geen bekertoernooi                                                    | – |
| 1960/61                                                               | Eerste divisie A                                                      | 34                                                                    | 9                                                                     | 9                                                                     | 16                                                                    | 27                                                                    | 68                                                                    | 76                                                                    | 15e                                                                   | –                                                                     | Kwartfinale                                                           | – |
| 1961/62                                                               | Eerste divisie B                                                      | 34                                                                    | 18                                                                    | 7                                                                     | 9                                                                     | 43                                                                    | 70                                                                    | 50                                                                    | 4e                                                                    | –                                                                     | 2e ronde                                                              | – |
| 1962/63                                                               | Eerste divisie                                                        | 30                                                                    | 15                                                                    | 7                                                                     | 8                                                                     | 37                                                                    | 56                                                                    | 41                                                                    | 4e                                                                    | –                                                                     | 3e ronde                                                              | – |
| 1963/64                                                               | Eerste divisie                                                        | 30                                                                    | 8                                                                     | 10                                                                    | 12                                                                    | 26                                                                    | 41                                                                    | 38                                                                    | 11e                                                                   | –                                                                     | 2e ronde                                                              | – |
| 1964/65                                                               | Eerste divisie                                                        | 30                                                                    | 9                                                                     | 7                                                                     | 14                                                                    | 25                                                                    | 44                                                                    | 54                                                                    | 14e                                                                   | –                                                                     | 1e ronde                                                              | – |
| 1965/66                                                               | Eerste divisie                                                        | 28                                                                    | 6                                                                     | 4                                                                     | 18                                                                    | 16                                                                    | 46                                                                    | 73                                                                    | 13e                                                                   | –                                                                     | Groepsfase                                                            | – |
| 1966/67                                                               | Eerste divisie                                                        | 38                                                                    | 14                                                                    | 4                                                                     | 20                                                                    | 32                                                                    | 53                                                                    | 71                                                                    | 15e                                                                   | –                                                                     | 1e ronde                                                              | – |
| 1967/68                                                               | Eerste divisie                                                        | 36                                                                    | 11                                                                    | 8                                                                     | 17                                                                    | 30                                                                    | 33                                                                    | 54                                                                    | 14e                                                                   | –                                                                     | Groepsfase                                                            | – |
| 1968/69                                                               | Eerste divisie                                                        | 34                                                                    | 4                                                                     | 4                                                                     | 12                                                                    | 26                                                                    | 20                                                                    | 64                                                                    | 18e                                                                   | Rechtstreekse degradatie                                              | 1e ronde                                                              | – |
| 1969/70                                                               | Tweede divisie                                                        | 32                                                                    | 14                                                                    | 10                                                                    | 8                                                                     | 38                                                                    | 39                                                                    | 34                                                                    | 7e                                                                    | –                                                                     | 2e ronde                                                              | – |
| 1970/71                                                               | Tweede divisie                                                        | 32                                                                    | 5                                                                     | 13                                                                    | 14                                                                    | 23                                                                    | 32                                                                    | 57                                                                    | 15e                                                                   | –                                                                     | 1e ronde                                                              | RBC keert noodgedwongen terug naar de amateurs |
|                                                                       |                                                                       |                                                                       |                                                                       |                                                                       |                                                                       |                                                                       |                                                                       |                                                                       |                                                                       |                                                                       |                                                                       | |
| 1983/84                                                               | Eerste divisie                                                        | 32                                                                    | 7                                                                     | 7                                                                     | 18                                                                    | 21                                                                    | 45                                                                    | 61                                                                    | 14e                                                                   | –                                                                     | 2e ronde                                                              | RBC treedt opnieuw toe tot het betaald voetbal |
| 1984/85                                                               | Eerste divisie                                                        | 34                                                                    | 11                                                                    | 8                                                                     | 15                                                                    | 30                                                                    | 41                                                                    | 57                                                                    | 11e                                                                   | –                                                                     | 2e ronde                                                              | – |
| 1985/86                                                               | Eerste divisie                                                        | 36                                                                    | 13                                                                    | 7                                                                     | 16                                                                    | 33                                                                    | 52                                                                    | 58                                                                    | 10e                                                                   | –                                                                     | Finalist                                                              | – |
| 1986/87                                                               | Eerste divisie                                                        | 36                                                                    | 10                                                                    | 11                                                                    | 15                                                                    | 31                                                                    | 68                                                                    | 69                                                                    | 13e                                                                   | –                                                                     | 1e ronde                                                              | – |
| 1987/88                                                               | Eerste divisie                                                        | 36                                                                    | 14                                                                    | 12                                                                    | 10                                                                    | 40                                                                    | 55                                                                    | 50                                                                    | 7e                                                                    | Nacompetitie                                                          | Kwartfinale                                                           | Promotiewedstrijden tegen De Graafschap (1–1 & 2–1), MVV (1–3 & 0–3) en Vitesse (1–5 & 3–0) |
| 1988/89                                                               | Eerste divisie                                                        | 36                                                                    | 7                                                                     | 7                                                                     | 22                                                                    | 21                                                                    | 32                                                                    | 65                                                                    | 17e                                                                   | –                                                                     | 2e ronde                                                              | – |
| 1989/90                                                               | Eerste divisie                                                        | 36                                                                    | 10                                                                    | 12                                                                    | 14                                                                    | 32                                                                    | 39                                                                    | 46                                                                    | 17e                                                                   | –                                                                     | Tussenronde (Tussen 1e en 2e ronde)                                   | – |
| 1990/91                                                               | Eerste divisie                                                        | 38                                                                    | 12                                                                    | 15                                                                    | 11                                                                    | 39                                                                    | 65                                                                    | 56                                                                    | 10e                                                                   | –                                                                     | 1e ronde                                                              | – |
| 1991/92                                                               | Eerste divisie                                                        | 38                                                                    | 15                                                                    | 14                                                                    | 9                                                                     | 44                                                                    | 60                                                                    | 45                                                                    | 5e                                                                    | –                                                                     | 4e ronde                                                              | – |
| 1992/93                                                               | Eerste divisie                                                        | 34                                                                    | 17                                                                    | 5                                                                     | 12                                                                    | 39                                                                    | 70                                                                    | 56                                                                    | 7e                                                                    | –                                                                     | 2e ronde                                                              | – |
| 1993/94                                                               | Eerste divisie                                                        | 34                                                                    | 11                                                                    | 7                                                                     | 16                                                                    | 29                                                                    | 60                                                                    | 69                                                                    | 14e                                                                   | –                                                                     | 3e ronde                                                              | – |
| 1994/95                                                               | Eerste divisie                                                        | 34                                                                    | 10                                                                    | 7                                                                     | 17                                                                    | 27                                                                    | 39                                                                    | 48                                                                    | 15e                                                                   | –                                                                     | 2e ronde                                                              | – |
| 1995/96                                                               | Eerste divisie                                                        | 34                                                                    | 11                                                                    | 6                                                                     | 17                                                                    | 39                                                                    | 35                                                                    | 51                                                                    | 13e                                                                   | –                                                                     | 2e ronde                                                              | – |
| 1996/97                                                               | Eerste divisie                                                        | 34                                                                    | 10                                                                    | 5                                                                     | 19                                                                    | 35                                                                    | 41                                                                    | 63                                                                    | 15e                                                                   | –                                                                     | 2e ronde                                                              | – |
| 1997/98                                                               | Eerste divisie                                                        | 34                                                                    | 4                                                                     | 10                                                                    | 20                                                                    | 22                                                                    | 33                                                                    | 66                                                                    | 18e                                                                   | –                                                                     | Groepsfase                                                            | – |
| 1998/99                                                               | Eerste divisie                                                        | 34                                                                    | 11                                                                    | 7                                                                     | 16                                                                    | 40                                                                    | 54                                                                    | 65                                                                    | 12e                                                                   | –                                                                     | Groepsfase                                                            | – |
| 1999/00                                                               | Eerste divisie                                                        | 34                                                                    | 17                                                                    | 6                                                                     | 11                                                                    | 57                                                                    | 65                                                                    | 49                                                                    | 6e                                                                    | Nacompetitie                                                          | 1/8e finale                                                           | Naamsverandering naar RBC Roosendaal Promotiewedstrijden tegen Cambuur Leeuwarden (2–0 & 1–1), Excelsior (1–1 & 4–2) en FC Zwolle (0–2 & 2–1)                                                  |
| 2000/01                                                               | Eredivisie                                                            | 34                                                                    | 4                                                                     | 2                                                                     | 28                                                                    | 14                                                                    | 37                                                                    | 90                                                                    | 18e                                                                   | Rechtstreekse degradatie                                              | 2e ronde                                                              | – |
| 2001/02                                                               | Eerste divisie                                                        | 34                                                                    | 21                                                                    | 5                                                                     | 8                                                                     | 68                                                                    | 76                                                                    | 40                                                                    | 3e                                                                    | Nacompetitie                                                          | 1/8e finale                                                           | Promotiewedstrijden tegen FC Den Bosch (2–1 & 4–1), Cambuur Leeuwarden (2–1 & 3–0) en Emmen (2–2 & 2–0)                                                                                        |
| 2002/03                                                               | Eredivisie                                                            | 34                                                                    | 10                                                                    | 6                                                                     | 18                                                                    | 36                                                                    | 33                                                                    | 54                                                                    | 13e                                                                   | –                                                                     | 3e ronde                                                              | – |
| 2003/04                                                               | Eredivisie                                                            | 34                                                                    | 10                                                                    | 10                                                                    | 14                                                                    | 40                                                                    | 34                                                                    | 47                                                                    | 12e                                                                   | –                                                                     | 1/8e finale                                                           | – |
| 2004/05                                                               | Eredivisie                                                            | 34                                                                    | 10                                                                    | 2                                                                     | 22                                                                    | 32                                                                    | 38                                                                    | 77                                                                    | 16e                                                                   | Nacompetitie                                                          | 2e ronde                                                              | Degradatiewedstrijden tegen Stormvogels Telstar (2–1 & 0–0), FC Volendam (4–0 & 0–0) en VVV-Venlo (2–0 & 1–2)                                                                                  |
| 2005/06                                                               | Eredivisie                                                            | 34                                                                    | 1                                                                     | 6                                                                     | 27                                                                    | 9                                                                     | 22                                                                    | 90                                                                    | 18e                                                                   | Rechtstreekse degradatie                                              | 1e ronde                                                              | – |
| 2006/07                                                               | Eerste divisie                                                        | 38                                                                    | 20                                                                    | 10                                                                    | 8                                                                     | 70                                                                    | 82                                                                    | 44                                                                    | 3e                                                                    | Nacompetitie                                                          | 1/8e finale                                                           | Promotiewedstrijden tegen FC Volendam (5–3 & 1–0) en Excelsior (1–1 & 0–1) |
| 2007/08                                                               | Eerste divisie                                                        | 38                                                                    | 13                                                                    | 10                                                                    | 15                                                                    | 49                                                                    | 46                                                                    | 49                                                                    | 11e                                                                   | –                                                                     | 2e ronde                                                              | – |
| 2008/09                                                               | Eerste divisie                                                        | 38                                                                    | 11                                                                    | 7                                                                     | 20                                                                    | 40                                                                    | 43                                                                    | 55                                                                    | 16e                                                                   | –                                                                     | 2e ronde                                                              | – |
| 2009/10                                                               | Eerste divisie                                                        | 36                                                                    | 12                                                                    | 10                                                                    | 14                                                                    | 46                                                                    | 46                                                                    | 52                                                                    | 11e                                                                   | –                                                                     | 3e ronde                                                              | – |
| 2010/11                                                               | Eerste divisie                                                        | 34                                                                    | 7                                                                     | 8                                                                     | 19                                                                    | 26*                                                                   | 38                                                                    | 66                                                                    | 17e                                                                   | –                                                                     | 3e ronde                                                              | *RBC heeft drie punten aftrek gekregen Op 8 juni 2011 werd RBC Roosendaal failliet verklaard                                                                                                   |

### Topscorers
- 1954/55:  Kees Vermunt (8)
- 000000 :  Kees Vermunt (15)
- 1955/56:  Piet Bruijninckx (15)
0000000  Kees Vermunt (15)
- 1956/57:  Piet Bruijninckx (18)
- 1957/58:  Piet Bruijninckx (12)
- 1958/59:  Kees Vermunt (15)
- 1959/60:  Kees Vermunt (17)
- 1960/61:  Piet Bruijninckx (19)
- 1961/62:  Piet Bruijninckx (20)
- 1962/63:  Cor van Zandvliet (14)
- 1963/64:  Gerard Désar (15)
- 1964/65:  Gerard Désar (7)
0000000  Cor van Zandvliet (7)
- 1965/66:  Floor Verhagen (15)
- 1966/67:  Floor Verhagen (15)
- 1967/68:  Floor Verhagen (9)
- 1968/69:  Ben Redel (4)
- 1969/70:  Ben Redel (10)
- 1970/71:  Ben Redel (8)
- 1983/84:  Gerrie Voets (8)
- 1984/85:  Johan Molenaar (8)
- 1985/86:  Gerrie Voets (19)
- 1986/87:  Gerrie Voets (17)
- 1987/88:  Johan Molenaar (12)
- 1988/89:  Gerrie Voets (7)
- 1989/90:  Johan Molenaar (15)
- 1990/91:  Pierre van Hooijdonk (27)
- 1991/92:  John Mutsaers (17)
- 1992/93:  John Mutsaers (23)
- 1993/94:  John Mutsaers (18)
- 1994/95:  Jimmy Simons (9)
- 1995/96:  Richard van Gils (6)
- 1996/97:  Cees van der Linden (7)
- 1997/98:  John van Loenhout (7)
- 1998/99:  John Lammers (16)
- 1999/00:  John van Loenhout (16)
- 2000/01:  Henk Vos (10)
- 2001/02:  Geert den Ouden (20)
- 2002/03:  Geert den Ouden (9)
- 2003/04:  Edwin de Graaf (7)
0000000  Sammy Youssouf (11)
- 2004/05:  Donny de Groot (7)
- 2005/06:  Ebrima Sillah (7)
- 2006/07:  Danny Guijt (15)
0000000  Benjamin Martha (11)
- 2007/08:  Saša Stojanović (10)
- 2008/09:  Sjoerd Ars (17)
- 2009/10:  Sjoerd Ars (15)
- 2010/11:  Melvin de Leeuw (10)

### Trainers
- 1949–1952:  Rinus Gillisse
- 1952–1956:  Wim de Bois
- 1956–1959:  Frans Tausch
- 1959–1961:  Arend Koolen
- 1961–1966:  Rinus Gillisse
- 1966–1968:  Arend Koolen
- 1968–1970:  Tinus van der Pijl
- 1970–1971:  Ko Stijger
- 1983–1984:  Tiny van Vught
- 0000–1984:  Hennie Hollink (a.i.)
- 1984–1987:  Hans Verèl
- 1987–1989:  Epi Drost
- 1989–1990:  Cor Pot
- 1990–1994:  Wally Jansen
- 1994–1995:  Wim Koevermans
- 0000–1996:  Bram Braam (a.i.)
- 1996–1997:  Jan Poortvliet
- 1997–1999:  Ruud Kaiser
- 1999–2002:  Robert Maaskant
- 2002–2003:  Chris Dekker
- 2003–2004:  Robert Maaskant
- 2004–2005:  Jan van Dijk
- 2005–2006:  Dolf Roks
- 2006–2007:  Robert Maaskant
- 2007–2008:  Rob Meppelink
- 000002008:  Eric Hellemons (a.i.)
- 2008–2010:  Rini Coolen
- 000002010:  Eric Hellemons (a.i.)
- 000002010:  Sándor Popovics
- 000002010:  Eric Hellemons (a.i.)
- 000002010:  Fuat Çapa
- 2010–2011:  Eric Hellemons (a.i.)
- 0000–2011:  Dean Gorré

## Voetnoten
RSC Alliance · RKSV BSC · RKSV Cluzona · DVO '60 · HSC '28 · FC Moerstraten · VV NSV · RBC · RKVV Rimboe · RKVV Roosendaal